# Правова система Франції
Правова система Франції — це правова система, що належить до романо-германської правової сім'ї, а якщо бути точним — до її романської групи. Франція є важливою складовою і типовою представницею даної правової сім'ї.
«Я не можу собі уявити іншу таку країну, де б цивільне право так глибоко проникло б у повсякденність і стало невід'ємною частиною духовного життя, світу почуттів і літератури всіх націй», — Французький юрист Сорель (Livre du Centenaire du Code civil, I, 1904, XXXV).

## Історія правової системи Франції
Свій розвиток правова система Франції почала ще з давніх часів становлення звичаєвого права (V—XI століття). Відбулося падіння Римської імперії, але незважаючи на це римське право продовжувало діяти в новостворених германських державах, частиною яких була сьогоднішня Франція, особливо в Бургундському і Вестготському королівствах. У 506 році король вестготів Аларіх II видав закон — Бревіарій Аларіха або римське право вестготів (Breviarium Alaricianum, или lex Romana Wisig-othorum). У ньому, скорочено, відображались і коментувались кодекс Феодосія та інші джерела римського права. Це сприяло тому, що не дивлячись на велике переселення народів у V—VI, римське право збереглось у південних областях Франції. На півночі Франції, навпаки, поступово витіснялось римське право. З вторгненням франків, вони почали нав'язувати своє, досить розвинене право, упроваджуючи закони, найважливішим з яких була «Салічна правда».
намагалися по-своєму регулювати відносини, що склались. Переважно, ці норми були неписаними.
У XI—XII століттях почався ренесанс римського права, шляхом вивчення його постглосаторами Північної Італії, у Франції відроджувалося класичне римське право. З XII століття воно викладається в університетах Тулузи і Монпельє.
На території Франції одночасно існували дві системи права: на півдні — писане право, сформоване на основі римського, а на півночі — германське звичаєве право (кутюмів). Кордон між цими сферами впливу різних джерел права проходив по дельті Жиронди, паралельно Вуарі, на схід до Женевського озера. Таким чином це заклало основу для формування абсолютно нової системи права, використовуючи симбіоз двох вищезгаданих.
Наступний період уже напряму пов'язаний із сучасним станом права — формування романо-германської правової сім'ї (XII—XVIII століття). Цей етап характеризується тим, що право починає розглядатися з наукової точки зору. До нього входять: середьовічний період (XII—XV століття) та період Відродження і Просвітництва (XVI—XVIII століття).
У середньовіччя можна виділити декілька характеристик, які суттєво вплинули на формування і розвиток французької правової системи:
- У рецепції римського права були зацікавлені французькі королі. Вони захищали свій суверенітет і намагалися зберегти державність на противагу Священій Римській імперії. Королівські юристи всіляко захищали думку про те, що римське право діяло у Франції незалежно і жодним чином не було нав'язане Римом, що воно діяло як звичайне право, у силу притаманних йому високих якостей: non ratione imperii, sed imperio rationis. І тому в цій державі рецепція римського право ніколи не заперечувалась, як це пізніше було в Німеччині. Воно використовувалось у тій частині, згідно з якою відповідало місцевим звичаям півдня і більшій ефективності, порівняно з кутюмами, на півночі.
- Створення торговельного права. Свій початок бере розвиток зовнішньої та внутрішньої торгівлі. У Торговельному кодексі Франції не регулюється питання страхування, відображено питання банкрутства та процедура торговельних справ, діють особливі суди спеціально для вирішення торговельних справ, недобросовісна конкуренція і антитрестові закони розглядаються, практично, як частина торговельного законодавства. Характерним є універсальність вищезгаданого інституту права, що є схожим у різних державах.[2]

Вплив на процес історичної девальвації звичаїв мала компіляція величезної кількості звичаїв. Король Франції Карл VII віддав розпорядження, щоб звичаї були викладені у письмовій формі (ордонанс Монтиль-де-Тур 1453 р.).
У період Відродження і Просвітництва здійснюється переосмислення римського права, визнання його недосконалим. Усе більшої популярності набирала доктрина природного права. Вона вимагала створення поруч із приватним правом інституту публічного права, який би регулював природні права людини .
Усі ці потреби знайшли своє відображення в юридичній дійсності. Звід Юстиніана був замінений більш прогресивнішими і сучаснішими кодексами та Конституція . У часи Великої Французької революції основним документом, що регулював права населення була «Декларація прав людини і громадянина» 1789 року. У складі Конституції Франції 1958 року вона діє і до тепер.
Характеризуючи Декларацію, можна сказати, що до природних та невід'ємних належать особисті права громадянина. Відповідно до статті 2 Декларації прав людини та громадянина ними є: свобода, власність, безпека та опір гніту.
- Беручи до уваги загальний розвиток європейського законодавства, новаційним, у свій час, було те, що власність проголошується священною і недоторканною — це є і залишається одним із фундаментальних принципів французького права.

Кодифікації Наполеона були одними з найпрогресивніших формально закріплених актів нормотворчості того часу. До них відносять: Цивільний кодекс 1804 р., Цивільний процесуальний кодекс 1806 р., Торговельний кодекс 1807 р., Кримінально-процесуальний кодекс 1808 та Кримінальний кодекс 1810 р. Деякі кодекси зазнали вагомих змін, але формально діють і сьогодні.
Саме Цивільний кодекс Франції (Code Civil), відомий як Кодекс Наполеона 1804 року мав значний вплив на процес утвердження принципів романо-германського права в багатьох державах Європи та інших країнах поза її межами.
«Моя істинна слава полягає не в тому, що я виграв сорок битв; Ватерлоо затьмарить у пам'яті нащадків інші перемоги… Але що не забудеться і буде жити вічно, так це мій Цивільний кодекс», — Наполеон Бонапарт.
Наступний етап розвитку правової системи Франції правники називають законодавчим періодом права. Для нього характерним є принципово новий рівень регуляції відносин законом. Закон стає основним джерелом правової системи Франції.

## Ознаки
1. Усталений зв'язок з римським правом. Дана ознака є однією з найголовніших у сім'ї континентального права. Правові системи окремих держав, і Франції зокрема, є наслідком природного розвитку римського права.[1]
2. Унаслідок дослідження римського і канонічного права французькими університетами в XII—XVI відбулося створення сучасної юридичної науки.
3. У системі джерел права переважну роль відіграє закон.
4. Кодифікований характер . Дана ознака у правовій системі Франції віддзеркалюється найяскравіше, беручи до уваги кодифікації Наполеона, які охопили більшість суспільних відносин, ми можемо сказати, що це є досить важливим фактором розвитку системи.
5. Окремою ознакою є те, що приватне право Франції поділяється на власне цивільне право, яке міститься в Цивільному кодексі і в додаткових законах, та особливу частину приватного права. У цю частину входять: торговельне право, законодавство про компанії, закони про документи, що знаходяться в обороті, авторське право, закони про конкуренцію, торговельні знаки і моделі, міжнародне приватне право. Трудове право, іноді, відносять до sui generis — галузі, що не відповідає ні приватному, ні публічному праву.
6. Поділ на приватне і публічне право є безпосередньою характеристикою римського права, на основі рецепції якого сформоване право Франції. У Франції галузями публічного права є[1]:

- Конституційне право, що стосується питань організації форми і структури держави, участі громадян в управлінні державою, відповідно до її законів.
- Фінансове право регулює державні прибутки і видатки.
- Адміністративне право включає в себе норми, що регулюють організацію державних органів влади, що не вирішують судові або політичні питання, їх повноваження.
- Міжнародне публічне право.

Приватне складається з:
- цивільне право(особисті немайнові права);
- торговельне право;
- кримінальне право;
- цивільно-процесуальне право;

Правова система Франції у своїй структурі має складові, в яких тісно поєднані приватне і публічне право. До них науковці відносять:
- трудовое право;
- закони про промислову власність і авторське право;
- страхове право;
- повітряне право;
- лісове право;
- гірське право;
- транспортне право;
- міжнародне приватне право.